# Oda Szakura
Oda Szakura (小田さくら; Zama, Kanagava, 1999. március 12. –) japán énekesnő és táncosnő. A Morning Musume 11. generációs tagja és a  Hello! Pro Kenshuusei egy korábbi tagja.

## Életrajza

### 2011
November 12-én, egy Fan Club eventen mutatták be Oda Szakurát a Hello! Pro Egg új tagjaként, Jamaga Kanae mellett, miután a S/mileage második generációs meghallgatásán kiesett.

### 2012
Szeptember 14-én jelentették be, hogy Szakura lett a győztese a MorningMusume 11. generációs meghallgatásának, a Morning Musume 11th Generation ~SuppinUtahime~ Audition-nak.
Sakura a hivatalos Morning Musume feladatait 2013 januárjában kezdte, a Hello! Project 2013-as téli koncertturnéján, a Morning Musume 15. évfordulós koncertturnéját követően.
December 14-én kiderült, hogy Sakura Morning Musumebéli színe a levendula lett.

### 2013
Április 11-én hivatalosan is elkezdett blogolni a 10. generáció tagjainak blogjában.

## Diszkográfia

### DVD-k
| # | Title                             | Details                                                                   | Charts            |
| # | Title                             | Details                                                                   | JP Oricon Blu-ray |
| - | --------------------------------- | ------------------------------------------------------------------------- | ----------------- |
| 1 | Greeting ~Oda Sakura~             | - Release date: 30 January 2013 - Label: Up-Front Works (e-Hello! series) | —                 |
| 2 | Behind of Photobook ~Sakura Moyō~ | - Release date: 29 November 2016 - Label: Up-Front Works                  | —                 |
| 3 | Sakura in Guam                    | - Release date: 27 December 2017 - Label: Zetima (EPXE-5127)              | 59                |

## Fordítás
- Ez a szócikk részben vagy egészben  a   Sakura Oda című angol Wikipédia-szócikk fordításán alapul.  Az eredeti cikk szerkesztőit annak laptörténete sorolja fel. Ez a jelzés csupán a megfogalmazás eredetét és a szerzői jogokat jelzi, nem szolgál a cikkben szereplő információk forrásmegjelöléseként.